# Île-d'Aix
Île-d'Aix är en kommun i departementet Charente-Maritime i regionen Nouvelle-Aquitaine i sydvästra Frankrike. Kommunen ligger i kantonen Châtelaillon-Plage som ligger i arrondissementet Rochefort. År 2022 hade Île-d'Aix 196 invånare.

## Befolkningsutveckling
| Befolkningsutvecklingen i Île-d'Aix 1968–2021 | Befolkningsutvecklingen i Île-d'Aix 1968–2021 | Befolkningsutvecklingen i Île-d'Aix 1968–2021 | Befolkningsutvecklingen i Île-d'Aix 1968–2021 | Befolkningsutvecklingen i Île-d'Aix 1968–2021 |
| --------------------------------------------- | --------------------------------------------- | --------------------------------------------- | --------------------------------------------- | --------------------------------------------- |
|                                               |                                               |                                               |                                               |                                               |
| År                                            |                                               |                                               | Folkmängd                                     |                                               |
| 1968                                          | 1968                                          |                                               | 207                                           |                                               |
| 1975                                          | 1975                                          |                                               | 207                                           |                                               |
| 1982                                          | 1982                                          |                                               | 173                                           |                                               |
| 1990                                          | 1990                                          |                                               | 199                                           |                                               |
| 1999                                          | 1999                                          |                                               | 186                                           |                                               |
| 2007                                          | 2007                                          |                                               | 219                                           |                                               |
| 2015                                          | 2015                                          |                                               | 249                                           |                                               |
| 2021                                          | 2021                                          |                                               | 207                                           |                                               |

## Bildgalleri

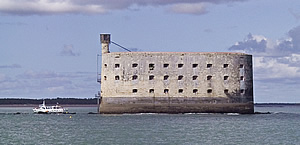
Fort Boyard
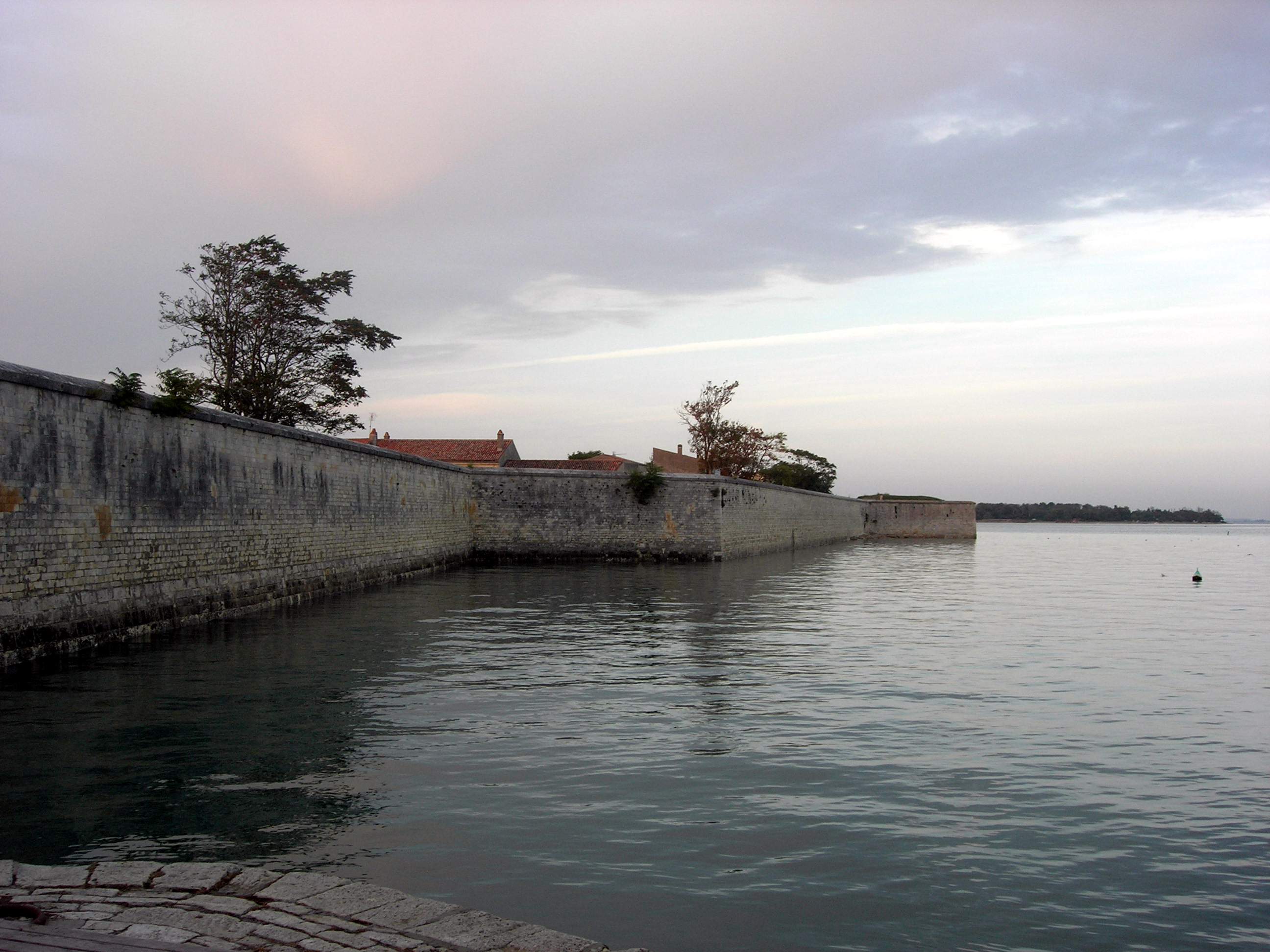
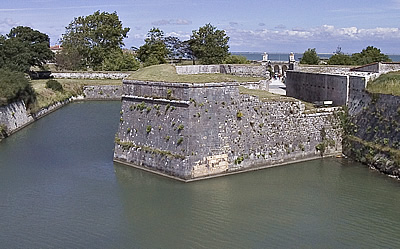
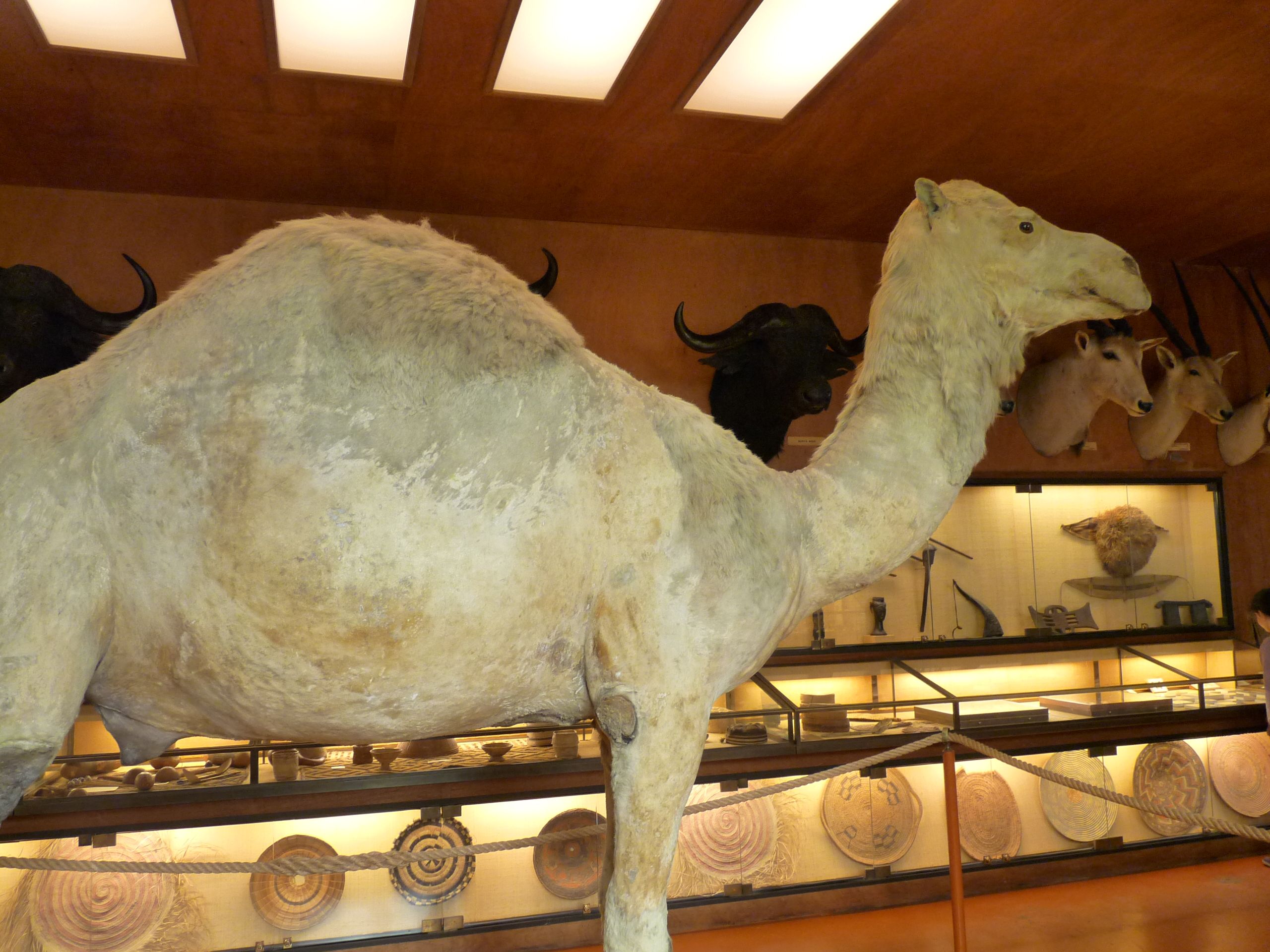
Afrikamuseet
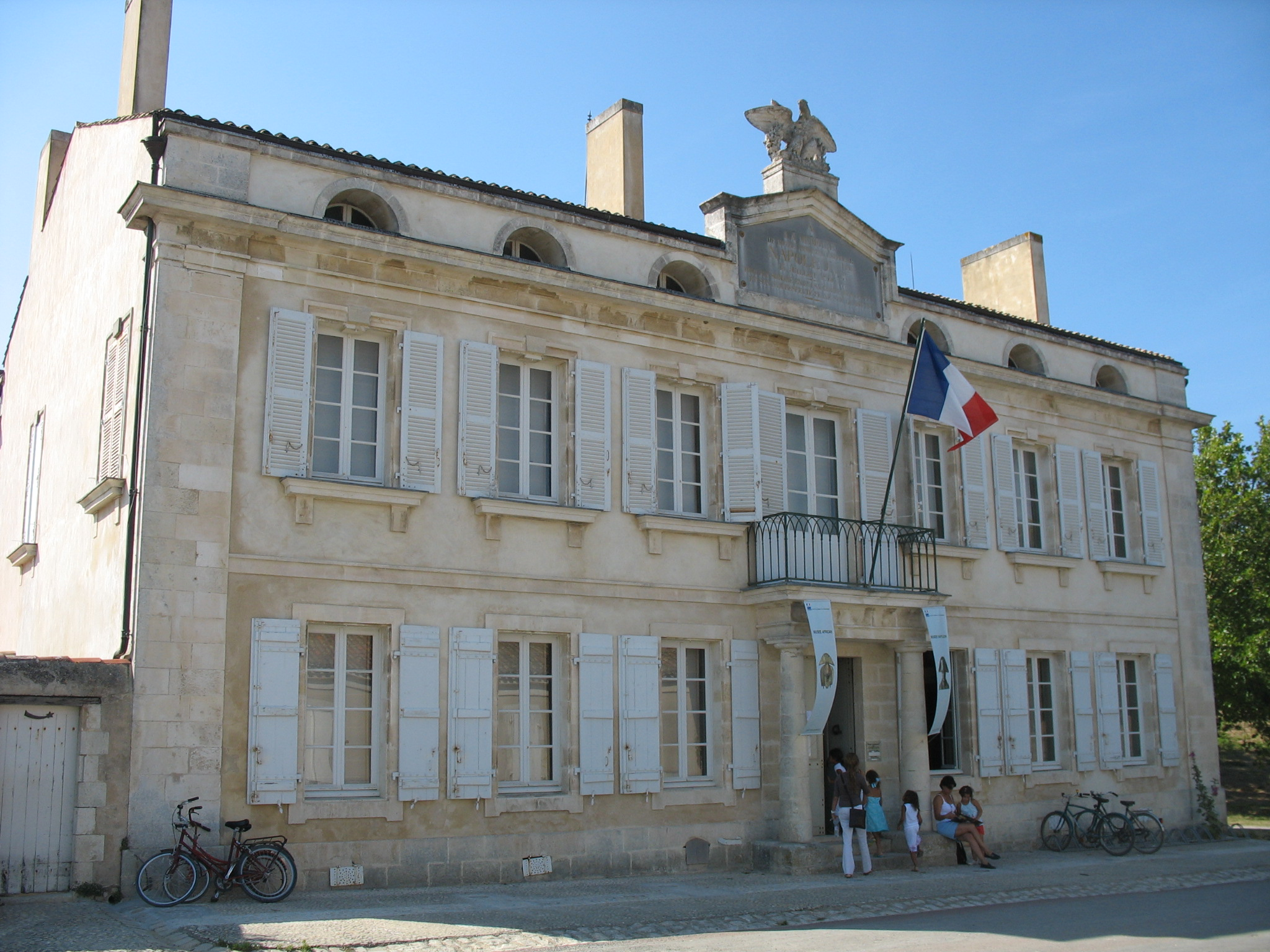
Napoleon II-museet
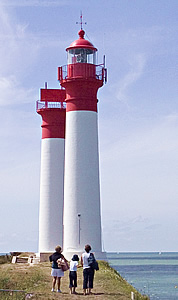